# Talizman (balet)
Talizman (Le Talisman albo Il Talismano) – balet fantastyczny w 4 aktach i 7 scenach, z choreografią Mariusa Petipy i z muzyką Riccardo Drigo, do libretta Konstantina Awgustinowicza Tarnowskiego i Mariusa Petipy. Treść libretta jest oparta na „La fille de l’air” („Córa powietrza”). Balet wystawiono pierwszy raz 6 lutego [25 stycznia wg kalendarza juliańskiego] 1889 w Cesarskim Teatrze Maryjskim w Petersburgu. Dekoracje do przedstawienia wykonano wg projektu M.A Szyszkowa, a kostiumy E.P. Ponomariewa. Do artystów należeli także G. Lewot, I.P. Andrejew, M.I. Boczarow. Balet ten dał początek wiązance muzycznej z przypisaną jej choreografią zwanej Talisman Pas de Deux, do dziś wykonywanej przez wiele zespołów baletowych.

## Role i ich pierwsi odtwórcy
| Rola                           | Petersburg 1889                       | Petersburg 1895  | Petersburg 1909                                              |
| ------------------------------ | ------------------------------------- | ---------------- | ------------------------------------------------------------ |
| Niriti, córka królowej niebios | Elena Cornalba, później W.A. Nikitina | Pierina Legnani  | Olga Prieobrażenska, później M.F. Krzesińska i E.A. Smirnowa |
| Noureddin, maharadża           | Pawieł Gerdt                          | Pawieł Gerdt     | Nikołaj Legat                                                |
| Waju, bóg wiatru               | Enrico Cecchetti                      | Aleksandr Gorski | Wacław Niżyński                                              |
| Amravati, królowa Niebios      | Anna Johansson                        |                  |                                                              |
| Nal, syn tkacza                | Alfred Bekefi                         |                  |                                                              |
| Nirilia, narzeczona Nala       | Marie Petipa                          |                  |                                                              |
| Król Akdar                     |                                       |                  | Pawieł Gerdt                                                 |

## Ponowne wystawienia
- Wystawienie przez Mariusa Petipę dla Cesarskiego Baletu, ze zmianami R. Drigo w jego partyturze. Premiera 4 listopada [22 października wg kalendarza juliańskiego] 1895 w Teatrze Maryjskim. Ponowne wystawienie baletu Talizman przez Mariusa Petipę w roku 1895 odniosło sukces a nawet okazało się popularniejsze w Petersburgu niż jego i Lwa Iwanowa legendarne wznowienie Jeziora Łabędziego, wystawionego wcześniej.

Nb. Talizman wystawiano także w Indiach, ale jego sukces był raczej umiarkowany przy jego premierze. Główną atrakcją miłośników baletu okazała się tam muzyka Drigo, co było sensacją i Marius Petipa, miał powiedzieć "Powinienem był kazać grać orkiestrze na scenie i tancerzom tańczyć na dole!"
- Wystawienie przez Nikołaja Legata (bazujące na oryginalnej choreografii Petipy) dla Cesarskiego Baletu, ze zmianami R. Drigo i ponową orkiestracją pierwotnej partytury. Premiera 12 grudnia [29 listopada wg kalendarza juliańskiego] 1909 w Teatrze Maryjskim. Dekoracje do tego przedstawienia wykonano wg projektu O.K. Allegri, a kostiumy A.K. Szerwaszidze. Ponowne wystawienie przez Nikołaja Legata w 1909, ze zmienioną partyturą R. Drigo, odniosło sukces. Pierwszy występ został dany na cześć trzynastej rocznicy ślubu Mikołaja II i Aleksandry Fiodorowny, którzy obejrzeli premierę z całą rodziną. Wersja Talizmanu z choreografią Legata utrzymało się w repertuarze Cesarskiego Baletu prawie do Rewolucji Październikowej w 1917 r.[1]
- 5 maja 1926 ze zmianami – w 3 aktach, baletmistrz W.I. Ponomariew, A.W. Sziriajew (następca Petipy), dyrygent M.P. Karpow, bóg wiatru A.N. Ermolajew[1].
- Wystawienie przez Luigi Tornelli dla baletu La Scala pod tytułem Le Porte-bonheur. Premiera w La Scali, Mediolan, 18 lipca 1908.
- Wystawienie przez choreografa Paula Chalmersa dla Teatro del Balletto Filarmonico (The Arena Ballet w Weronie). Premiera 16 marca 1997 w Teatro Verdi di Padova w Padwie. Główni Tancerze - Carla Fracci (jako Niriti), Alessandro Molin (jako Waju, bóg wiatru) i Stephane Fournial (jako Nouriddin). To wystawienie zbiegło się z konferencją z okazji 150-tej rocznicy urodzin Riccardo Drigo i zostało też wykonane w jego mieście rodzinnym – Padwie.

## Libretto[4][5]

### Prolog – W chmurach
Bogowie i duchy schodzą, by spotkać boginię Amravati, Królową niebios (Walc duchów). Amravati jest w rozpaczy a jest spytana dlaczego odpowiada "To dziś, zgodnie życzenia mego męża, moja córka, bogini Niriti, musi zejść na ziemię i być może nigdy nie wróci."
Muzyka zwiastuje wejście Niriti (Wejście Niriti), która biegnie objąć matkę a wtedy mówią jej, że nadszedł czas odwiedzić ziemię. "Ale, dlaczego muszę odwiedzić ziemię?" pyta Niriti. "Aby poddać twe serce próbie pokus ziemskiej miłości," odpowiada Amravati, " a jeśli zawiedziesz, stracisz twoje prawo do nieśmiertelności." " Muszę pójść samotnie?" pyta Niriti. "Nie," odpowiada bogini; "Wybrałem pięknego towarzysza dla ciebie."
Waju, bóg wiatru, nad głowami, niosąc burzę (Wiatr Waju). Kłania się Królowej i błaga o przebaczenie za jego opieszałość; " Grupa śmiertelników ośmieliła się usiłować nauczyć się tajemnic biegunów," mówi, "dlatego zostałem zmuszony zatopić ich statki."
Królowa Amravati wręcza Waju jej złotą buławę, która czyni go władcą duchów i wszystkich żywiołów. Zdejmuje gwiazdę z korony i daje Niriti. "Ten talizman ochroni ciebie przed każdym niebezpieczeństwem, które może ci się zdarzyć." Bogini dodaje, "Jednakże, jeśli zgubisz ją, nigdy nie powrócisz do niebios." "Ale," pyta Niriti ", zapewne maczuga zmusi talizman zostać wrócona do mnie." "Nie," odpowiada Amravati, " talizman zgubiony przez dziewicę powietrza musi zostać dobrowolnie zwrócony jej przez jakiegokolwiek śmiertelnika który może wejść w jej posiadanie."
Amravati żegna córkę. Niriti i Waju schodzą na ziemię.

### Akt I – Chata starego tkacza Kadura
Nal pracował pilnie przy swym krośnie, żeby mógł spotkać Nirilię i zaręczyć się. Rozproszony przez promień słońca zasłania okno, a ponieważ nadchodzi jego ukochana Nirilia, błaga ją by weszła, ale ona odmawia. Nal, rozdrażniony wraca do pracy. Nirilia skrada się za nim i zakrywa jego oczy dłońmi.
Wejście Kadura, w towarzystwie jego przyjaciół i krewnych. Kochankowie są skrępowani. Tkacz mówi ich, że nie mają czego się wstydzić, gdyż mają wziąć ślub następnego dnia. Przypomina im o ich przyjaciołach, który przyszli życzyć im szczęścia. Młodzi ludzie zaczynają tańczący gdy stary tkacz z częścią gości ozdabiają chatę kwiatami i wiankami (Taniec przyjaciół Nirilii i Nala).
Pod koniec tego tańca ukazuje się Noureddin, młody maharadża Lahore. Zgubił się gdy polował i prosi o schronienie na noc. Kadur wita gościa i stawia przed nim zakąski. Noureddin błaga młodych ludzi, by kontynuowali taniec, więc Nirilya i Nal wykonuje radosny taniec ku zachwytowi maharadży (Taniec wschodni), który daje Nirilii naszyjnik a Nalowi złote monety. Potem zmęczony Noureddin prosi, by wskazano mu jego pokój. Goście odchodzą i zapada ciemność. Słychać odległe grzmot i widać błyskawicę.
Wchodzą Niriti i Waju (Pierwsze wrażenia). Niriti pyta, gdzie są. Waju prosi ją by została a on to zbada. Zmęczona po podróży, Niriti kładzie się i zasypia.
Noureddin wychodzi ze swego pokoju, przeciera oczy, zaniepokojony hałasem. Dostrzega śpiącą Niriti i jest zdumiony jej pięknem. Niriti budzi się. Przestraszona przez obcego człowieka, usiłuje uciec, ale Noureddin trzyma ją mocno i domaga się pocałunku. Walcząc, woła Waju na pomoc. Waju ukazuje się nagle i chwyta Niriti wywijając złotą maczugę. Niriti i Waju znikają w gwałtownym powiewie wiatru. Podczas ucieczki, talizman spada z głowy Niriti. Noureddin poszukuje na próżno Niriti ale znajduje talizman. Przekonany, że on spotkał swą prawdziwą miłość, przysięgnie znaleźć piękną dziewczynę.
Wejście króla Akdara i jego córki, księżniczki Damayanti, wraz ze wspaniałą świtę. Król wyraża zachwyt ze znalezienia Noureddina, gdyż jego córka, z którą Noureddin się zaręczył zaniepokoiła się jego zniknięciem. Towarzystwo odchodzi a Król prosi, by Noureddin poszedł z nimi.
Niriti i Waju pojawiają się ponownie, wraz z duchami ziemi. Szukają z niepokojem talizmanu, ale na próżno.

### Akt II - Ogrody wspaniałego pałacu Króla Akdara w Dehli
Służący kończą przygotowanie do uroczystości, która zapowie ślub księżniczki Damayanti i Noureddina. Wchodzą Król Akdar i jego córka, i siadają obok siebie na tronie. Usługują im radżowie, bajadery, eunuchów i służących księżniczki. Noureddin wchodzi, mając za sobą Dżemil i kilku ze swej straży.
Zaczyna się uroczystość (Danse nautch, Taniec z Hindustanu), Noureddin i księżniczka Damayanti wykonują taniec, w czasie którego maharadżę nawiedzona wizja Niriti (Grand pas d’action). Główny eunuch ogłasza, że podano ucztę w wielkiej sali pałacu. Noureddin pozostaje w tyle, nie mogąc zapomnieć pięknej dziewczyny, którą spotkał w chacie Kadura.
Światło księżyc wpada do ogrodu. Ponieważ Noureddin odchodzi, by wziąć udział w święcie krzak różany wystrzela z ziemi i zagradza mu drogę. Pojawiają się inne krzaki a z każdego wyłania się róża w ludzkiej postaci. Ze środka różanego krzaku wychodzi Niriti udając boginię kwiatów a zewsząd ukazują się duchy ziemi. Czarem spojrzeń, żądają, by oddał talizman, lecz gdy Noureddin odmawia znikają. Niriti i jej świta kwiatów tańczy, aby skłonić Noureddina do oddania talizmanu (Grand ballabile – Róża Bengalu), ale bez skutku. Niriti i jej świta znika.
Da się słyszeć fanfary zapowiadające Króla Akdar. "Chodź!" błaga Król, "duchowni czekają z obrzędem zaślubin.". Noureddin, niezdolny zapominać Niriti, wyznaje, że kocha inną i musi odmówić zaślubin z księżniczką Damayanti. Księżniczka wtedy mdleje na ręce służby a rozwścieczony Król wyciąga miecz; za jego przykładem idą straże. Straż Noureddina przyjmuje postawę obronną, aby go chronić. Straszna walka jest bliska gdy z ziemi podnoszą się płomienie i oddzielają przeciwników. Tak oto Waju ratuje Noureddina, żeby mógł zwrócić Niriti jej talizman.
Niriti ukazuje się w źródle, i niewidoczna, śle namiętny pocałunek. Jej serce ujęła miłość Noureddina.

### Akt III, odsłona 1 – Bazar na brzegu rzeki Ganges
To dzień targowy a bazar jest pełen typów wielu ras Indii. Noureddin wchodzi ze swymi oddziałami na w drodze powrotnej do Lahore. Każe zrobić postój i kładzie się, aby odpocząć. Talizman lśni na jego piersi. Na znak jednego z handlarzy niewolników zaczyna się taniec, (Taniec górali z Himalajów, Pas Katchack).
Wchodzą Waju i Niriti, przebrani za bramina i jego niewolnika. Waju przedstawia tłumowi Niriti zawiniętą w długą zasłonę (Danse sous le voile). Rozpoznają Noureddina i decydują ukraść talizman, ale i Noureddin rozpoznaje też Niriti, która próbuje skryć się w tłumie. Noureddin ściga ją ale zatrzymuje go Waju, który zarzuca mu niepokojenie swego niewolnika. "Czy sprzedasz mi swego niewolnika?" pyta Noureddin. "Tak", odpowiada brahmin, "w zamian za talizman na twej piersi." Noureddin odmawia. Waju i udająca niewolnika Niriti odchodzą.
Noureddin podejrzewa, że talizman jest cenniejszy od bogactw, które mógłby zaoferować i czuje, że jest skrywa jakąś tajemnicę. Zastanawia się, czy języka właściciela niewolnika nie mogłoby rozwiązać wino, wzywa strażnika Dżemil i szepcze mu rozkazy.
Powrót Niriti i Waju. Noureddin podchodzi do nich i prosi brahmin by skosztował nowego europejskiego napoju: może pomoże im się porozumieć. Waju pije, pije ze smakiem, wciąż prosi o napełnienie kielicha. I staje się gadatliwy i zwierza się, że jego niewolnica jest naprawdę córką bogini Amravati i jak długo, ponieważ Noureddin posiada talizman, Niriti musi pozostać na ziemi. Aby podkreślić znaczenie tego co mówi, Waju uderza w stół złotą buławą, która łamie się. Waju pije, aż upada na ziemię (Scena taneczna – Upicie Waju).
Noureddin każe strażnikowi Dżemil pochwycić Niriti, która rozpaczliwie woła na pomoc Waju, który budzi się, ale odurzony winem jest bezradny. Dżemil odprowadza Niriti.

### Akt III, odsłona II – Starożytne ruiny w nocy
Dżemil przynosi Niriti i stawia przed Noureddinem, który każe swym ludziom nikogo nie wpuszczać. Niriti prosi Noureddin, by zwrócił jej talizman. On odpowiada, że nie może, ponieważ, jeżeli to zrobi ona wróci do niebios a on ja kocha za bardzo żeby jej na to pozwolić (Taniec miłości). Ona przyznaje, to prawda, ale błaga, by pozwolić jej wrócić do niebios i matki.
Noureddin odmawia, ponieważ pragnie jej, żeby pozostała na ziemi i została jego żoną i królową, ale Niriti odmawia. Noureddin argumentuje na kolanach, ale ona znów odmawia. On wtedy przypomina jej, że jest w jego władzy i nie ma żadnego wyboru. Niriti wtedy wyszarpuje sztylet zza pasa Noureddin i grozi, że się zabije. On wydziera jej broń i, wściekły, że ona traktuje jego miłość tak lekko, zdejmuje talizman ze swej piersi i rzuca jej pod stopy. Ogłuszający grzmot pioruna.
Akt III, odsłona III - na szczycie sceny jest zobaczony niebami, na dnie, starożytnymi ruinami 
Bogini Amravati oczekuje powrotu Niriti. Niriti, ściska talizman, aby wznieść się, gdy postanawia pożegnać Noureddin. Widząc jego oczy napełnione łzami opanowuje ją taki sam smutek. Zaczyna zastanawiać się, czy niebiańskie rozkosze mogą równać się ziemskiemu szczęściu, które oferuje jej Noureddin, a które ona ma poświęcić. Drży, wtedy upuszcza talizman i rzuca siebie w ramiona Noureddina.

### Apoteoza
Talizman wznosi się do nieba. Siedząca na swym tronie, Amravati otoczony przez bogów i niebiańskie duchy.

## Talisman pas de deux
W 1955 baletmistrz Piotr Gusjew z Teatru Maryjskiego zestawił różne utwory muzyczne z baletu Mariusa Petipy Talisman i stworzył wiązankę dziś zwaną Talisman Pas de Deux, włączoną do repertuaru wielu zespołów baletowych całego świata.
Talisman Pas de Deux zawiera także muzykę innego kompozytora również – męski wariant baletowy został stworzony przez Gusjewa z partytury Cesare Pugniego baletu  Córka faraona Mariusa Petipa, która jest zawarta w Pas de Deux.

## Tańce
Prolog
- Valse des esprits (Taniec duchów)
- Entrée de Niriti (Wejście Niriti)
- Le vent de Vayou (Wiatr Waju)

Akt I
- Danse des amis de Nirilya et Nal (Taniec przyjaciół Nirilii i Nala)
- Danse orientale (Taniec wschodni)
- Premieres sensations (Pierwsze wrażenia)

Akt II
- Danse nautch
- Danse de l’hindoustan (Taniec z Hindustanu)
- Grand pas d’action 
  - Andante
  - Variation I
  - Variation II
  - Coda
- Grand ballabile – La Rose de Bengale (Róża Bengalu)
  - Adage
  - Valse des bijoux (Walc klejnotów)
  - Pizzicato
  - Grand coda

Akt III
- Danse des montagnards de l’Himalaya (Taniec górali z Himalajów)
- Pas Katchack
- Danse sous le voile (Taniec pod welonem)
- Scene dansante — L’ivresse de Vayou (Scena taneczna – Upicie Waju)
- La danse a l’amour (Taniec miłości)

## Galeria

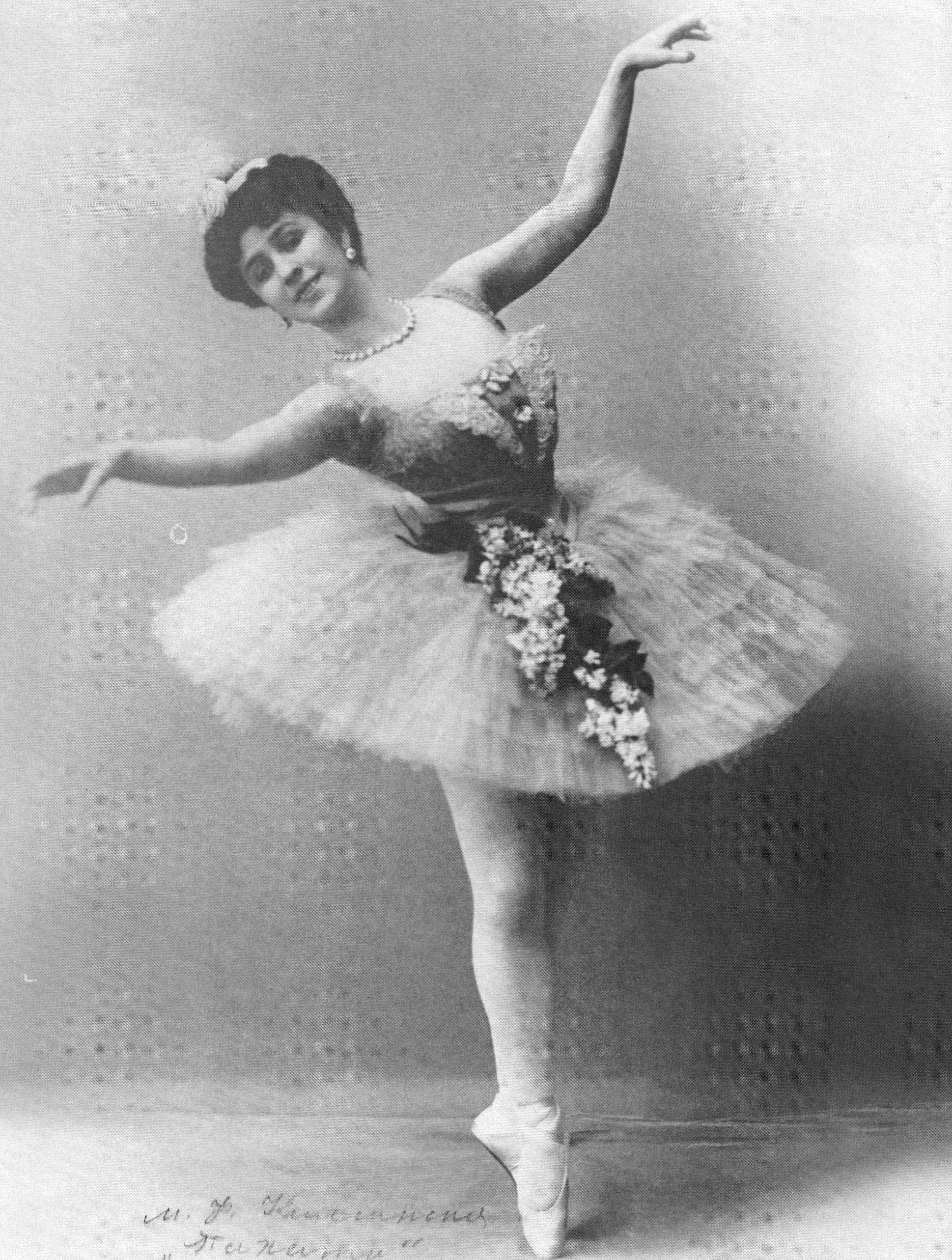
Matylda Krzesińska w kostiumie Niriti w Grand Pas des Fleurs z Aktu II w balecie Nikołaja Legata Talizman, Petersburg, 1910
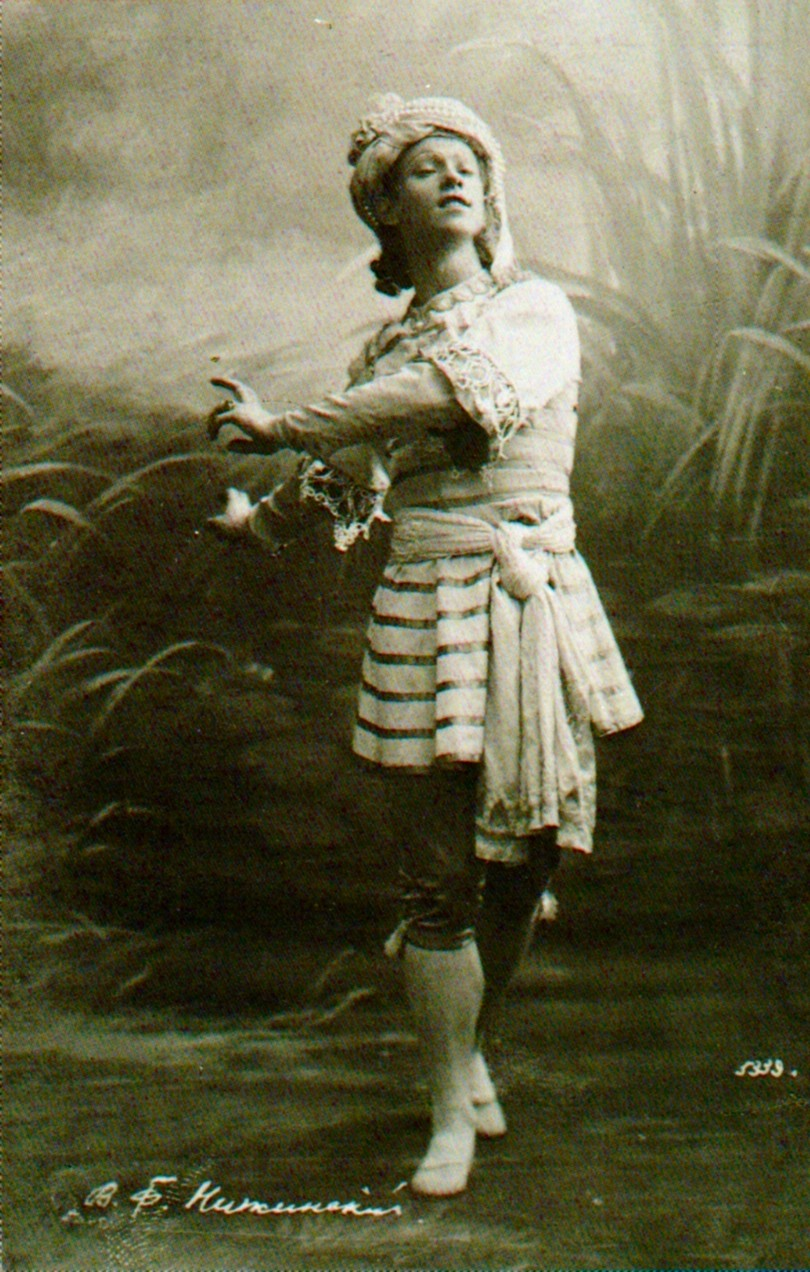
Wacław Niżyński jako Waju w balecie Nikołaja Legata Talizman, Petersburg, 1910